# Coba Pulskens

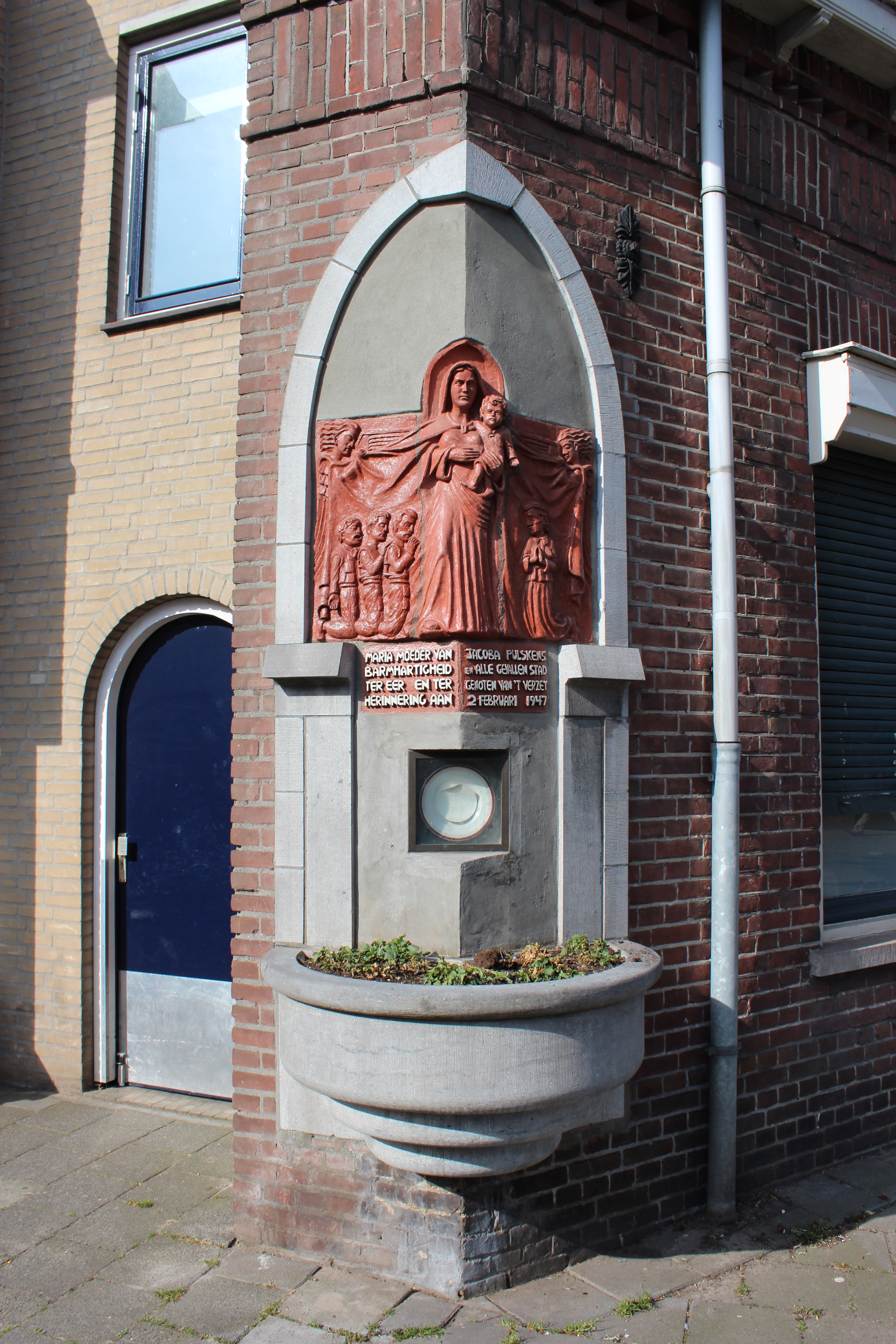
Monument für Coba Pulskens, Diepenstraat

Jacoba „Coba“ Maria Pulskens (* 26. Mai 1884 in Tilburg; † 17. März 1945 im KZ Ravensbrück) war eine niederländische Widerstandskämpferin, die während des Zweiten Weltkrieges untergetauchte Juden und alliierte Piloten vor dem Sicherheitsdienst versteckte.

## Leben
Coba Pulskens war die Tochter des Webers Nicolaas Pulskens (1852–1932) und von Johanna Maria Adams (1853–1933). Als drittes von acht Kindern wuchs sie in einer katholischen Arbeiterfamilie im Tilburger Stadtteil Stokhasselt auf. Nach der Grundschule besuchte sie die von Nonnen geführte Hauswirtschaftsschule im Tilburger Viertel Korvel und verdiente nebenher ihren Lebensunterhalt als „Trägerin“. 1912 ging sie nach Antwerpen und trat in den Dienst jüdischer Diamantenhändlerfamilien. Auch während des Ersten Weltkrieges und der Besetzung von Belgien im August 1914 blieb sie in Antwerpen. Später kehrte sie nach Tilburg zurück und arbeitete als Reinigungskraft für die Gemeinde, zunächst in der Canisiusschule und ab 1931 im Bauamt an der Lange Schijfstraat. Sie wohnte in einem Mietshaus in der Diepenstraat 25 und besuchte jeden Sonntag die Kapuzinerkirche am Korvelseweg.

### Widerstandstätigkeit
Nach der Besetzung der Niederlande versteckte Coba Pulskens ab April 1942 auf Bitte ihres Bruders Nico hin jüdische Menschen, die untertauchen um dem Holocaust in den Niederlanden zu entgehen, in ihrer Wohnung. Unterstützt wurde sie von ihrem Bruder Klaas, den Nachbarn und dem Lebensmittelhändlerehepaar Anna und Sjef van Eerdewijk, die die Untergetauchten mit Lebensmittelmarken versorgten. Im Mai 1942 brachte der Limburger Widerstandskämpfer Hendricus Hubertus „Harrie“ Tobben ein jüdisches Paar bei ihr unter. Auch zwei jüdische Schwestern versteckten sich bei Coba. Auf Nachfrage von Harrie Tobben beherbergte sie in den Jahren 1942 und 1943 auch alliierte Piloten, die über feindlichem Gebiet abgeschossen wurden oder auf Grund technischer Defekte notlanden mussten, und mehrere niederländische Widerstandskämpfer.
Im Jahr 1943 wurde eine limburgische Widerstandsgruppe infiltriert, deren Mitarbeiter sich teilweise bei Coba Pulskens versteckt hielten, und ihre Wohnung wurde danach eine Zeit lang nicht genutzt. Im Juli 1944 erhielt Coba Pulskens von Leonie van Harssel eine Anfrage, fünf Piloten aufzunehmen, die dann über eine Fluchtroute durch Belgien und Frankreich ins freie England zurückkehren würden. Sie stimmte zu und am 8. Juli wurden der Engländer Ronald Walker, der Australier Jacques Stewert Knott und der Kanadier Roy Carter bei Coba einquartiert. Zwei weitere Piloten, die auf dem Weg zu ihr waren, wurden in der Nacht vom 8. auf den 9. Juli zwischen Oisterwijk und Tilburg zusammen mit drei Untergrundkämpfern von der Wehrmacht festgenommen. Am 9. Juli drang ein Einsatzkommando der Sicherheitspolizei in das Haus von Coba Pulskens ein und erschoss einen der Piloten in der Küche und die anderen beiden im Hinterhof, statt sie in Kriegsgefangenschaft zu nehmen, entgegen dem Abkommen über die Behandlung der Kriegsgefangenen. Coba Pulskens wurde angewiesen, von oben ein Laken zu holen, um die Leichen zu bedecken, doch der Geschichte nach kam sie mit der niederländischen Flagge zurück. Coba Pulskens wurde verhaftet und in das KZ Herzogenbusch und am 5. September 1944 in das Frauenlager des KZ Ravensbrück deportiert, wo sie im März 1945 in der Gaskammer ermordet wurde. Auch Leonie van Harssel wurde verhaftet und nach Dachau deportiert, überlebte aber den Krieg.

## Ehrungen und Gedenken
Für ihre Hilfe für die alliierten Piloten wurde Coba Pulskens posthum mit der amerikanischen Medal of Freedom ausgezeichnet. Zahlreiche Denkmäler erinnern an sie und die in ihrem Haus hingerichteten Piloten.
An Coba Pulskens’ früherer Arbeitsstelle hing ab dem 11. Juli 1946 in der Halle des Bauamts der Gemeinde Tilburg am Noordhoekring eine Gedenktafel, die nach dem Abriss des Gebäudes in die Sammlung des Stadtmuseums Tilburg aufgenommen wurde. Sie besteht aus fünf zusammengefügten Terrakottateilen mit einer Inschrift in gelb emaillierten Buchstaben. Im Stadtmuseum befinden sich außerdem die Möbel aus ihrem Haus sowie eine niederländische Flagge, die in ihrem Besitz gewesen sein soll.
Am 2. Februar 1947 wurde in der Fassade des Hauses Diepenstraat 25 ein Relief enthüllt, auf dem eine sogenannte Mantelmadonna abgebildet ist, rechts von ihr die Widerstandskämpferin Coba Pulskens, links von ihr drei kniende alliierte Piloten. Nach dem Abriss des Hauses in den 1970er Jahren wurde es in der Fassade des benachbarten Eckhauses Diepenstraat 23/Jan Steenstraat eingefügt.
1989 wurde das Mahnmal aufgrund seines schlechten Zustands durch eine Nachbildung ersetzt. Der Text lautet:
MARIA MOEDER VAN

BARMHARTIGHEID

TER EER EN TER

HERINNERING AAN

JACOBA PULSKENS

EN ALLE GEVALLEN STAD

GENOTEN VAN 'T VERZET

2 FEBRUARI 1947
Maria Mutter der

Barmherzigkeit

Zur Ehre und zur

Erinnerung an

Jacoba Pulskens

und alle gefallenen

Mitbürger des Widerstands

2. Februar 1947

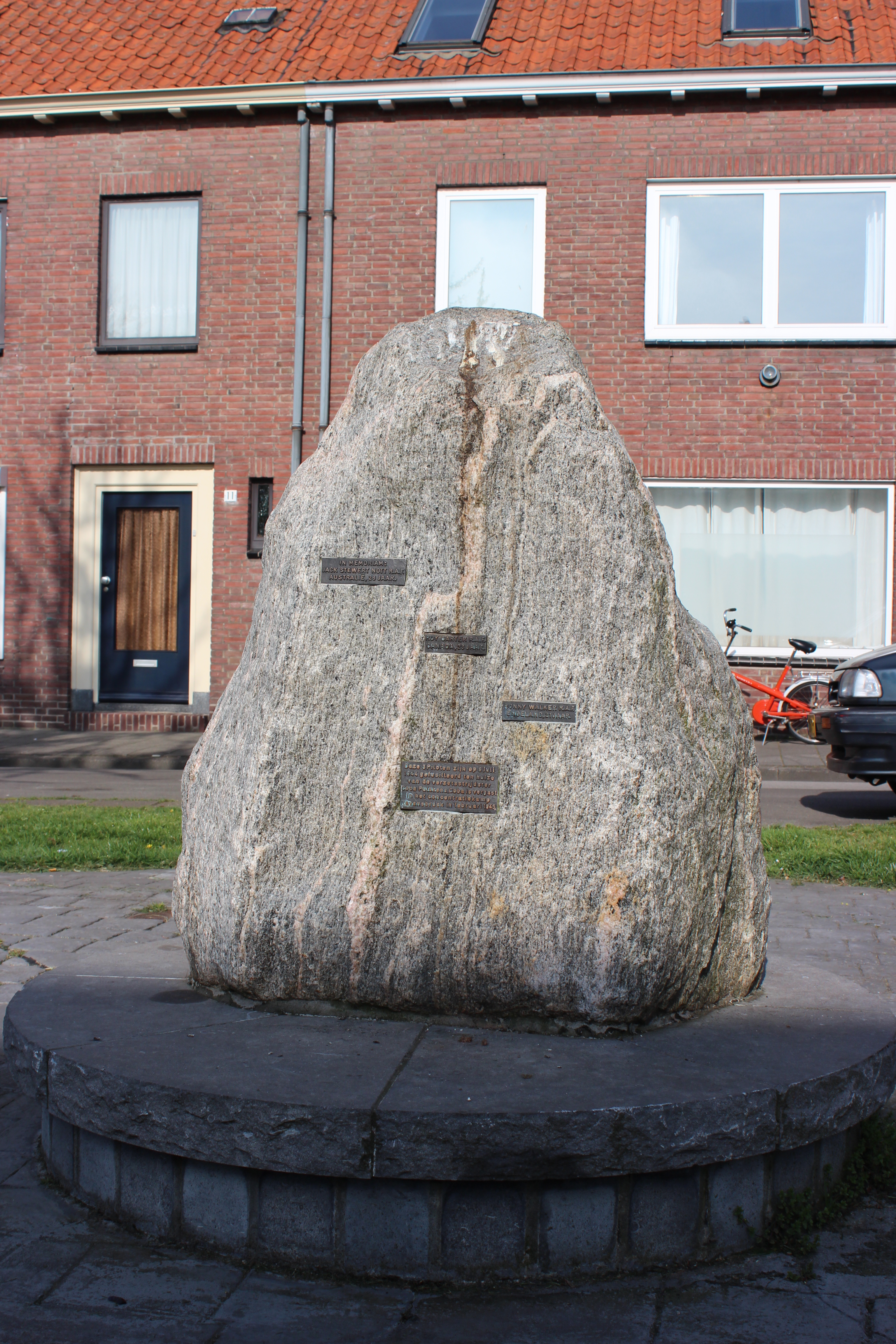
Gedenkstein, Coba Pulskenslaan, Tilburg
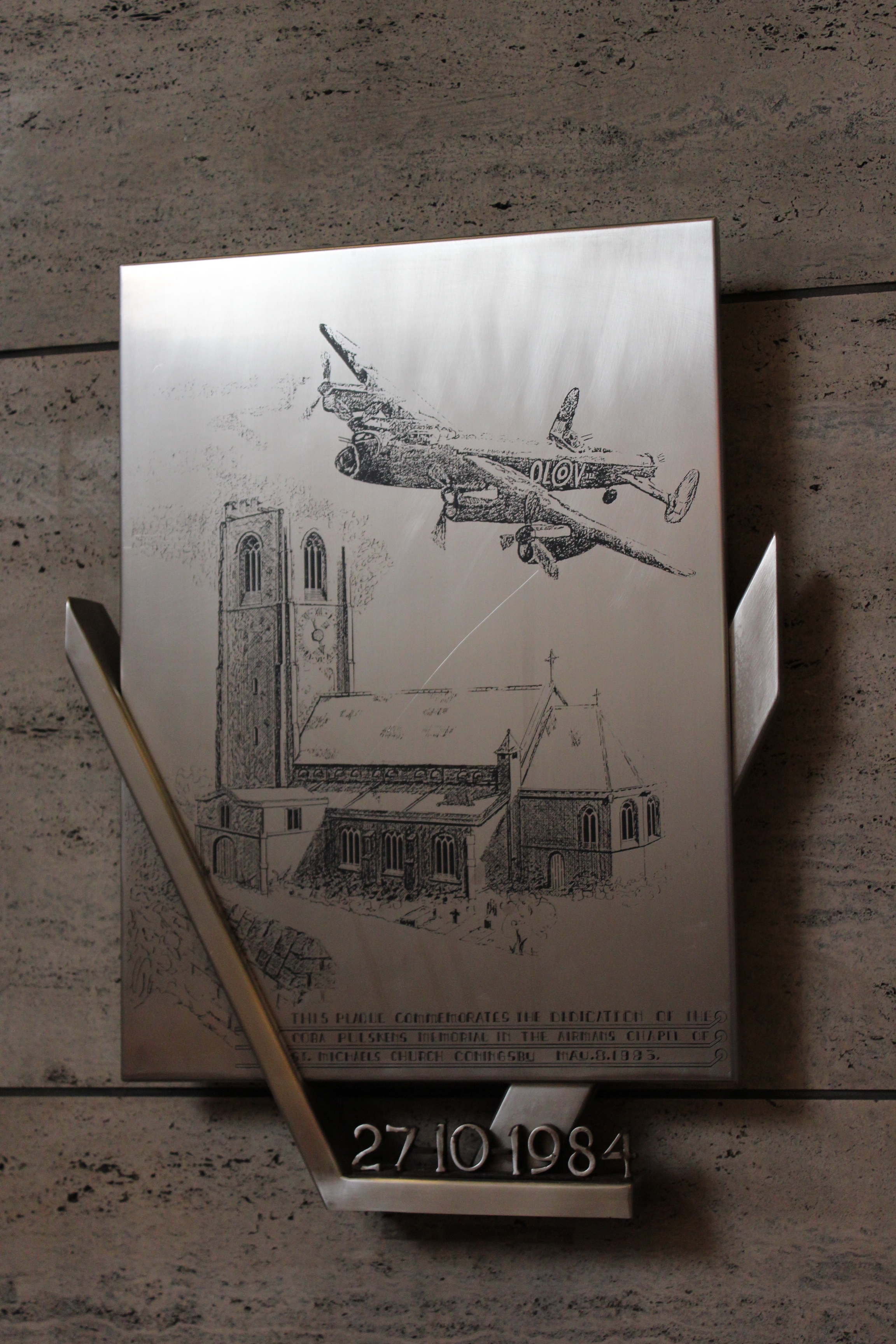
Gedenktafel, Kapelle Onze Lieve Vrouwe ter Nood, Tilburg

Anlässlich des 40. Jahrestages der Befreiung wurde am 27. Oktober 1984 in der Coba Pulskenslaan ein Gedenkstein für die ermordeten Piloten und Coba Pulskens enthüllt. Jedes Jahr am 27. Oktober wird dort eine Gedenkfeier von Kindern einer nahegelegenen Schule abgehalten.  Ebenfalls am 27. Oktober 1984 überreichte eine Delegation der Royal Air Force eine Gedenktafel für die drei Piloten und Coba Pulskens, die in der Kapelle von Onze Lieve Vrouwe ter Nood in Tilburg angebracht wurde.
In der englischen Stadt Coningsby im District East Lindsey wurde in der St Michael’s Church von der 83. Schwadron der Royal Air Force eine Gedenktafel mit den Namen von Coba Pulskens und den drei Piloten angebracht. In dieser Kirche hängt auch eine niederländische Flagge, mit der angeblich die Leichen der drei hingerichteten Piloten bedeckt wurden.
Darüber hinaus gibt es in Oosterhout einen Coba Pulskensdreef und in Tilburg wurde die Coba Pulskenslaan nach ihr benannt.